# Тюлькубаський район
Тюлькуба́ський район (каз. Түлкібас ауданы, рос. Тюлькубасский район) — адміністративна одиниця у складі Туркестанської області Казахстану. Адміністративний центр — село імені Турара Рискулова.
Існує законопроєкт, який має за мету перейменувати район в Туркібаський.

## Населення
Населення — 104295 осіб (2021; 95468 у 2009, 86465 у 1999, 83378 у 1989).

## Склад
До складу району входять 2 селищні адміністрації та 13 сільських округів:
| Поселення                          | Площа, км² | Населення, осіб (1989) | Населення, осіб (1999) | Населення, осіб (2009) | Населення, осіб (2021) | Центр                  | Населені пункти |
| ---------------------------------- | ---------- | ---------------------- | ---------------------- | ---------------------- | ---------------------- | ---------------------- | --------------- |
| Састобенська селищна адміністрація | 55,01      | 7324                   | 7533                   | 7705                   | 7572                   | Састобе                | 3               |
| Тюлькубаська селищна адміністрація | 40,87      | 10505                  | 10217                  | 11596                  | 11634                  | Тюлькубас              | 3               |
| Акбійцький сільський округ         | 151,31     | 3138                   | 3307                   | 3551                   | 3665                   | Акбіїк                 | 3               |
| Ариський сільський округ           | 143,57     | 2669                   | 2699                   | 2910                   | 2795                   | Кереїт                 | 3               |
| Баликтинський сільський округ      | 250,68     | 6975                   | 7824                   | 8659                   | 8491                   | Баликти                | 5               |
| Джабаглинський сільський округ     | 284,11     | 2241                   | 2400                   | 2436                   | 2467                   | Абаїл                  | 3               |
| Жаскешуський сільський округ       | 167,97     | 5645                   | 5527                   | 5911                   | 6016                   | Жаскешу                | 4               |
| Кельтемашатський сільський округ   | 311,81     | 4134                   | 3972                   | 4133                   | 4068                   | Кельтемашат            | 6               |
| Кемербастауський сільський округ   | 110,40     | 4041                   | 3989                   | 4135                   | 4997                   | Кемербастау            | 6               |
| Майликентський сільський округ     | 106,85     | 16283                  | 17512                  | 19812                  | 27096                  | імені Турара Рискулова | 3               |
| Машатський сільський округ         | 133,77     | 3486                   | 3897                   | 4303                   | 3911                   | Машат                  | 5               |
| Мічурінський сільський округ       | 70,44      | 5758                   | 5609                   | 6604                   | 7142                   | Майтобе                | 4               |
| Рискуловський сільський округ      | 207,88     | 4653                   | 5448                   | 6517                   | 7004                   | Азатлик                | 4               |
| Тастумсицький сільський округ      | 118,36     | 3117                   | 3186                   | 3678                   | 3780                   | Тастумсик              | 5               |
| Чакпацький сільський округ         | 122,01     | 3409                   | 3345                   | 3518                   | 3657                   | Шакпак-Баба            | 2               |

## Найбільші населені пункти
Населені пункти з чисельністю населення понад 2000 осіб:
| №  | Населений пункт        | Населення, осіб (1989) | Населення, осіб (1999) | Населення, осіб (2009) | Населення, осіб (2021) |
| -- | ---------------------- | ---------------------- | ---------------------- | ---------------------- | ---------------------- |
| 1  | імені Турара Рискулова | 14242                  | 15182                  | 17311                  | 24748                  |
| 2  | Тюлькубас              | 9797                   | 9499                   | 10802                  | 10973                  |
| 3  | Састобе                | 5498                   | 5470                   | 5386                   | 5588                   |
| 4  | Баликти                | 5101                   | 4073                   | 4837                   | 5018                   |
| 5  | Жаскешу                | 4375                   | 4169                   | 4561                   | 4718                   |
| 6  | Азатлик                | 2771                   | 3283                   | 3916                   | 4515                   |
| 7  | Майтобе                | 3659                   | 3305                   | 3924                   | 4403                   |
| 8  | Шакпак-Баба            | 3159                   | 3087                   | 3285                   | 3473                   |
| 9  | Джабагли               | 1822                   | 1935                   | 1985                   | 2085                   |
| 10 | Тастумсик              | 1727                   | 1738                   | 2065                   | 2023                   |